# Ludovico Avio
Ludovico Héctor Avio (6 października 1931 w Pigüé, zm. 23 czerwca 1996 w Mar del Plata) – piłkarz argentyński, napastnik, później pomocnik. Wzrost 173 cm, waga 73 kg.
Urodzony w Pigüé (blisko 600 km na południowy wschód od Buenos Aires) Avio w latach 1952–1954 występował w barwach klubu Argentino de CA Argentino de Quilmes, a w 1955 w CA Argentino de Quilmes.
Jako piłkarz klubu CA Vélez Sarsfield był w kadrze reprezentacji podczas finałów mistrzostw świata w 1958 roku, gdzie Argentyna odpadła w fazie grupowej. Avio zagrał w dwóch meczach - z Irlandią Północną (zdobył bramkę) i Czechosłowacją.
W 1961 był piłkarzem klubu CA All Boys. Na koniec kariery Avio przeniósł się do Mar del Plata, gdzie grał w klubie San Lorenzo Mar del Plata, a w 1970 roku zakończył karierę w klubie Kimberley Mar del Plata.
W reprezentacji Argentyny Avio rozegrał 2 mecze i zdobył 1 bramkę. Nigdy nie wziął udziału w turnieju Copa América.